# Hoplitis holmboei
Hoplitis holmboei là một loài Hymenoptera trong họ Megachilidae. Loài này được Mavromoustakis mô tả khoa học năm 1948.